# Peter Strasser (Fußballfunktionär)
Peter Strasser (* 15. Oktober 1906 in Rossruck bei Fischbachau, Deutschland; † 13. September 1987 in Pittsburgh, Pennsylvania) war ein deutschamerikanischer Juwelier und Fußballfunktionär.

## Leben und Karriere
Peter Strasser wurde am 15. Oktober 1906 im Dorf Rossruck bei Fischbachau in Deutschland geboren, lebte zuletzt in Planegg, wo er als Uhrmacher tätig war und wanderte noch in jungen Jahren als 19-Jähriger in die Vereinigten Staaten aus, wo er sich in bzw. um Pittsburgh im US-Bundesstaat Pennsylvania niederließ und in Bridgeville ein Juweliergeschäft betrieb. Neben seiner Tätigkeit als Juwelier war er auch als Zauberer aktiv, wobei er vor allem vor Kindern in den South Hills, den südlichen Vororten von Pittsburgh, auftrat. Er gehörte unter anderem auch der Pittsburgh Magicians Club Lodge 52 an. In den späteren 1930er oder frühen 1940er Jahren kaufte er die Rechte am lokalen Fußballteam Morgan FC aus Morgan, Pennsylvania, und benannte das Team in Morgan Strasser um. Die Mannschaft galt daraufhin vor allem in den 1940ern aber auch noch in der ersten Hälfte der 1950er Jahre als eines der erfolgreichsten Fußballteams der Region. Zu den größten Erfolgen in dieser Zeit zählen unter anderem die dreimalige Finalteilnahme am National Challenge Cup, wovon das Team 1949 auch ein Finale gewann, oder die viermalige Teilnahme am Finale des National Amateur Cup, wovon zwei Finali gewonnen wurden. Zeitlebens galt Peter Strasser als großer Förderer des Sports in Pennsylvania. Strassers nächster Coup war die Übernahme des professionellen Fußballteams Pittsburgh Stasser, das er fortan als Präsident anführte.
Nachdem mehrere US-amerikanische Fußballmannschaften aus dem Mittleren Westen eine professionelle und regionale Fußballliga außerhalb der Ostküste etablierten, nahm die Mannschaft fortan in dieser North American Soccer Football League, kurz NASFL, teil. In der ersten Saison, die auf lediglich acht Meisterschaftsspiele pro Mannschaft beschränkt war, rangierte Pittsburgh Stasser vor den Chicago Vikings lediglich auf dem vierten und damit vorletzten Tabellenplatz. Nach der Umbenennung der Mannschaft in Pittsburgh Indians zum Spieljahr 1947 kamen auch die Erfolge des von Strasser geführten Teams. Nachdem die Liga um eine Mannschaft erweitert wurde und sich die Anzahl der Meisterschaftsspiele pro Mannschaft auf zehn Partien erhöhte, rangierten die Indians zum Saisonende mit fünf Siegen, einem Remis und vier Niederlagen auf dem ersten Tabellenplatz und wurden in dieser letzten Saison der Liga Meister. Da sich die Liga noch während des laufenden Spielbetriebs auflöste, war die Mannschaft nur de facto Meister. Zu den signifikantesten Pittsburgh-Spielern zu dieser Zeit gehörten unter anderem Paul Danilo, ein später Hall-of-Famer, oder Nicholas DiOrio, der ebenfalls in die National Soccer Hall of Fame gewählt wurde. In Summe gewannen Strassers Fußballmannschaften sechs Fußballmeisterschaften des Bundesstaates Pennsylvania, zwei National Amateur Cups und einen National Challenge Cup. Nach der Auflösung der NASFL trat die Mannschaft wieder als Morgan Strasser im lokalen Ligabetrieb an, wo sie in späteren Jahren noch diverse Meistertitel feierte.
Des Weiteren war der Bridgeville-Einwohner Präsident der NASFL und wurde im Laufe seines Lebens mehrfach ausgezeichnet. So unter anderem im Jahre 1960 mit einem American Legion Distinguished Service Award der Amerikanischen Legion oder dem Man of the Year Award der Greater Bridgeville Area Chamber of Commerce im Jahre 1968. Des Weiteren war er 15 Jahre lang Vorsitzender des United Fund, wo er für die Gegend um Bridgeville zuständig war, und führte die Surplus Food Organization und das Special Gifts Committee der Bridgeville Public Library an. Außerdem war der Besitzer der in Bridgeville ansässigen Strasser Jewelry Co. Gründungsmitglied und Vizepräsident der Bridgeville Savings and Loan, sowie Vizepräsident der Greater Bridgeville Area Chamber of Commerce. Zudem war er früherer Präsident des Bridgeville Hungary Club und ebenso früherer Präsident der American Jewelers Association. Zu den weiteren Organisationen denen er angehörte, zählen die Western Pennsylvania Jewelers Association, der deutsch-amerikanische Nationalkongress, die Antique Clock Association of America, der Teutonia Männerchor in der denkmalgeschützten Teutonia Männerchor Hall in Pittsburgh, sowie die St. Agatha Church in Bridgeville.
Des Weiteren war er Gründungsmitglied und Präsident des Kiwanis-Klubs in Bridgeville. 1970 wurde er als Förderer des Fußballsports in Pennsylvania in die Western Pennsylvania Sports Hall of Fame gewählt; vier Jahre später folgte die Aufnahme in die Independent Athletic Alumni Association of Pennsylvania. Am 13. September 1987 verstarb Peter Strasser 80-jährig nach langer Krankheit im St. Clair Memorial Hospital in Pittsburgh; zuletzt hatte er in Bridgeville gelebt. Er hinterließ seine Ehefrau Eva Elisabeth Strasser (* 11. April 1910 in Hausen, Bayern; † 2. Mai 1997; geborene Nader), seine Tochter Nancy Hertzell aus Upper St. Clair, Pennsylvania, seinen Sohn Robert Strasser aus Canfield, Ohio, sechs Enkelkinder, sowie seinen Halbbruder Louis Fischbacher aus East Pittsburgh, Pennsylvania. Nach Verabschiedungen im Fryer Funeral Home, heute Beinhauer-Fryer Funeral & Cremation Service, in Bridgeville und einer Messe in der St. Agatha Church wurde er am Queen of Heaven Cemetery in Peters Township begraben.